# Mubi Nord
Mubi Nord, (en Yoruba Agbègbè Ìjọba Ìbílẹ̀ Àríwá Mubi), est une zone de gouvernement local dans l'État d'Adamawa au Nigeria. La ville de Mubi est le siège de l'université d'État d'Adamawa.

## Source
- (en) Cet article est partiellement ou en totalité issu de l’article de Wikipédia en anglais intitulé « Mubi North » (voir la liste des auteurs).